# Queixàs
|  | Aquest article tracta sobre el municipi nord-català. Vegeu-ne altres significats a «Queixàs (Cabanelles)». |

Queixàs ([kə'ʃas], amb ortografia antiga Caixàs, en francès Caixas) és una comuna de 137 habitants de la comarca del Rosselló, a la Catalunya del Nord. Forma part de la subcomarca dels Aspres.

## Etimologia
El topònim Queixàs està explicat per Joan Coromines a partir del nom propi llatí Cassianu, procedent de Cassiu amb el sufix -anu, que expressa propietat o pertinença. Passa per una fase, procedent de la forma documentada Queixanos en què la -n- final es perd, com és habitual en rossellonès amb els finals en ns.
Apareix com a Chexanos el 942, es grafia Chexans el 1087, i Quaxas el 1274, Quaxans el 1311, Quexans el 1363, Caxas el 1395 (Repertori toponímic de Pere Ponsich, 1980, 32).

## Geografia

### Localització i característiques generals del terme

Situació de la comuna de Queixàs en el Rosselló

El terme comunal de Queixàs, de 281.100 hectàrees d'extensió, és situat en el centre de la subcomarca dels Aspres, en una zona de relleu muntanyós i trencat, cobert de boscs i de garrigues.
Està format per dos antics termes independents: Fontcoberta i Queixàs; el primer amb un petit poble, Fontcoberta, i el segon, una antiga parròquia rural d'hàbitat dispers, amb dos petits veïnats: el d'en Llença i el de d'en Joan Pere. Completen el terme actual dos altres petits nuclis: Candell i Santa Coloma de les Illes.
Queixàs exerceix de cap comunal, amb la Casa de la Vila situada a prop i a llevant de l'església parroquial de Sant Jaume de Queixàs.
Termes municipals limítrofs:
| Casafabre         | Sant Miquel de Llotes / Corbera | Cameles                |
| Bula d'Amunt      |                                 | Castellnou dels Aspres |
| Prunet i Bellpuig | Calmella                        | Montoriol              |

### La parròquia rural de Queixàs iVeïnat de l'Escola
Format per un conjunt de masies disperses, amb la primitiva església parroquial de Sant Cugat (ara coneguda com a Sant Marc), al segle xiii es bastí una nova església, la de Sant Jaume, amb el seu cementiri parroquial, un quilòmetre a llevant de l'anterior, i en lloc més planer. Queixàs està situat en el terç inferior del terme comunal, al sud-est del centre teòric de la comuna. L'antic Mas Meler d'aquest nucli, també denominat Veïnat de l'Escola ha estat convertida en la Casa Comuna (Casa de la Vila).
Aquest veïnat contenia les cases de Can Dotres, Can Lloberes i Can Meler, noms ja en desús.

### Elveïnat d'en Llença, o de la Plaça
Un dels dos veïnats de Queixàs; està situat al nord-oest de Queixàs.

### ElVeïnat d'en Joan Pere
El segon dels dos veïnats de Queixàs; és al sud-est de Queixàs.

### La parròquia rural de Fontcoberta
En un cas semblant al de Queixàs, Fontcoberta és també un hàbitat dispers. Està situat al nord-oest del terme, en el terç superior del territori comunal. El veïnat és al peu de la carretera de Sant Miquel de Llotes, i l'església de Santa Maria centra el veïnat de Fontcoberta, amb el seu cementiri parroquial, és un parell de quilòmetres al nord del poble, en un petit coll.

### Candell
Situat a prop de l'extrem nord-oest del terme comunal, el poble de Candell apareix avui dia abandonat, amb moltes de les cases en ruïnes. Una mica més enlaire, al sud-est del poble, hi ha la seva església, romànica, de Sant Ponç de Candell, amb el seu cementiri parroquial. Contenia les cases de Can Castelló, Can Català, Can Clotes, Can Ros (dues), Can Sarral i Can Tubert, tots noms ja en desús.

### Santa Coloma o Montoriol de les Illes
Petit poble rural, com la resta del terme, situat a prop de l'extrem nord del terme comunal. L'església de Santa Coloma, amb el seu cementiri parroquial, és al centre del veïnat. Contenia les cases de Can Feliu, Can Sarraí, Can Toron i el Cortal d'en Sarraí.

### Sant Julià del Vilar, o de la Garriga
Al Mas del Bon Mosso, a l'extrem nord del terme de Queixàs, es troben les ruïnes del Mas del Bon Mosso, on es conserva, també en ruïnes, l'església de Sant Julià del Vilar, o de la Garriga.

### Santa Helena
A ponent del poble de Queixàs, en el terç meridional del terme, i damunt del límit amb la comuna de Prunet i Bellpuig, es troba el Mont Helena, al cim del qual es troba l'oratori rústic de Santa Helena.

### Els dòlmens del terme de Queixàs
Aquest terme comunal té un nombre important de dòlmens que, juntament amb els dels termes de Corbera i de Sant Miquel de Llotes, formen un dels nuclis de dòlmens més importants de la Catalunya del Nord: el Dolmen de la Creu de la Llosa, Dolmen del Fornàs, el Dolmen de la Ramera I, el Dolmen de la Ramera II i Dolmen del Serrat d'en Jaques. També hi consten dos dòlmens desaparegut a causa de la construcció de la carretera D - 48, l'Arca de la Font Roja, de vegades anomenat Arca o Cista de Fontcoberta i el Dolmen del Mas de l'Ocell (de Dalt), o del Camp Gran I, sovint anomenat Ocella a causa de la forma francesa del nom d'aquest mas. Alguns d'ells són quasi damunt del mateix termenal comunal, per la qual cosa són sovint considerats com a pertanyents al terme de Sant Miquel de Llotes.

### Els masos del terme
A causa de l'hàbitat rural del terme de Queixàs, era molt gran el nombre de masos existents. Actualment es conserven els de Ca l'Aucell de Baix (o Mas Aucell de Baix), Ca n'Anton, Can Faig, abans Mas Dotres, Can Gall, o Mas del Gall, o Mas Llença, Can Malet, Can Norat, abans Mas d'en Dessens, Can Pere Galdric, abans Mas d'en Barral, Can Roca, abans Mas d'en Botifarra, Can Sorrís, o Mas d'en Sorrís, o Mas de la Creu, la Casa Comuna i Veïnat de l'Escola, abans Mas d'en Meler, el Casot de la Pujada, la Cava d'en Pla, dos Cortals sense nom, el Cortal del Punxut, abans de l'Aucell, el Cortal d'en Toron, o de Salvadorat, el Cortal de Tuixagues, la Figuera, o Mas de la Figuera, Mas Cammàs, abans Mas d'en Llença, Mas de la Font Roja o Mas de l'Aucell, abans l'Aucell de Dalt o l'Aucell del Cim, Mas de la Garriga, Mas de l'Amolaire, Mas del Bon Mosso, abans Mas Vernadac, Mas d'en Cames, o d'en Català, Mas d'en Ferriol, Mas d'en Figuera, Mas d'en Lavall, Mas d'en Llardeu, Mas d'en Manent, Mas d'en Marmita, Mas d'en Marçal, o d'en Clotes, Mas d'en Vila i Mas Palmada, abans d'en Lladeres, la Ramera, o Ramera Grossa, abans Mas d'en Ramero, la Serra, la Valleta, o Mas de la Valleta, abans Masada d'en Baus o de na Valleta.
En canvi, n'hi ha un altre reguitzell de noms antics, o de masos en ruïnes: Can Banot (o Mas d'en Banot), Can Caselles (a Fontcoberta), Can Grandó, abans Cortal d'en Grandó o d'en Tuixagues, Can Roca Gelera, o Mas d'en Roca Gelera, el Cortal d'en Janot, el Cortal d'en Roca, Mas de la Joberta, o de l'Imbert, Mas de la Roca, o de l'Utzí, abans la Masada del Siure, Mas d'en Ribes, Mas d'en Sorrís i Mas d'en Vicenç. També es conserven dos antics forns de calç: el Forn de Calç d'en Caselles i el d'en Dotres i un Molí, el Molí d'en Tuixagues, abans d'en Traussa, sovint anomenat simplement el Molí. A prop del Veïnat d'en Llença es troba el Monument.
Diverses creus marcaven els límits de les antigues parròquies. Se'n conserven la Creu de la Devesa i la Creu de la Felipa, o Creu de Ferro.

### El relleu
El terme de Queixàs, al cor dels Aspres, és molt abrupte i trencat, com els termes veïns, sobretot per llevant i migdia. Podem dividir el terme sobretot en dos sectors més destacats: el nord-oest, amb Fontcoberta i Candell, amb cims que arriben als entorns dels 690 metres i una vall principal, per on discorre el Buletó, que aflueix en el Bulès, el qual és tributari de la Ribera de Gimenell. Més al nord una altra ribera paral·lela a l'anterior, és la Ribera del Mas Marçal, que aflueix en la Ribera de Sant Julià. Totes dues són tributàries de la Tet. El cim dominant d'aquesta zona és el Puig de Boc, de 695 m alt.
El sector sud-oest forma la capçalera de la Cantarana, amb la Ribera de Fontcoberta i la Ribera de Sant Marçal, amb el Mont Helena com a cim dominant de la zona, amb 774 m alt.
Els mateixos topònims conservats a Queixàs informen a bastament de la seva orografia. Així, hi trobem obagues (dues d'anomenades el Bac, Bac de Franci, de la Casa, de la Collada de les Dones, de la Falguerona, abans Bosc de Glorianes, dues anomenades Bac de la Figuerassa, Bac de la Font, de la Garriga, de la Gorga, de la Juberta, de la Puja, de la Salitosa, de la Selva, de la Sesta, de les Bresques, abans de la Font de les Bresques, del Frare -nom antic-, de l'Imbert, de l'Oliveda, del Punxut, dels Caners, dels Castanyers, abans d'en Puig, el Tell, o Bac del Tell, Bac d'en Barata, d'en Capella, d'en Cella-ros, d'en Gabriel, abans Peiró del Julivert, d'en Grandó, d'en Paraire, d'en Roca, d'en Sales, d'en Teixidor, d'en Valls, abans la Bruguera, Bac d'en Ventura, abans de la Collada Grossa), solelles (l'Alzina de Migdia, abans Solà dels Campets, dos d'anomenats el Solà, Solà de la Figuerassa, de la Gorga, de la Joberta, de la Nantilla, de la Roireda, nom antic, de la Sesta, de la Terma Blanca, Solà o Solana de la Ventura, Solà de la Vinyassa, nom antic, Solà del Bosc Negre, Solà del Cortal, Solà de l'Embrós, Solà de les Bresques, Solà o Solana de les Vinyes, Solà del Gall, Solà de l'Hoort d'Avall, abans Bosc de la Carrerada, Solà del Puig, Solà del Rentador, nom antic, Solà de l'Utzí, Solà d'en Barral, nom antic, Solà d'en Gabriel, Solà d'en Paraire, Solà d'en Pla, Solà de Roca Estreta, Solana del Clot d'en Comes, Solana d'en Feliu, Solana de Sant Julià -els tres darrers, noms antics), colls de muntanya (la Collada Baixa -nom ja en desús-, la Collada de l'Home, la Collada de les Candeles, la d'en Sebastià, la Collada Grossa -nom antic, el Coll de la Creu de la Felipa, el de la Font Roja, el de la Nantilla, el de la Porta de Perpinyà -nom antic-, el del Brosser, el de l'Orri, el de Sulls, abans de Sull, i el de Vellut), boscs (el Bosc, Bosc de Glorianes, de la Carredada, del Camp del Bac, de les Soques, abans de les Forques, del Puig -nom antic-, del Siure, dels Socs, o de la Cirera, d'en Mateu -nom antic-, d'en Sarraí i Bosc Negre), cingleres (la Cinglada o Cinglana), clots (Clot d'Avall, del Camp de l'Alzina, dels Olius, i cinc ja en desús: Clot del Bac, Clot del Roure, Clot dels Bucs, Clot dels Rabassaires i Clot d'en Coma), comes (Coma del Soc i Coma Vermanera -nom antic), muntanyes (Mont Helena, el Puig de Baix, Puig de Boc, Puig de Candell, Puig de la Ramera, nom antic, Puig del Bosc Negre, Puig de l'Esteve, abans Serrat de Puig Esteve, Puig de Mila, Puig d'en Vidal, el Pujol), plans (Pla de l'Ametller, de la Perera, dos d'anomenats Pla del Camp, Pla del Coll de la Llosa, o, simplement, Pla de la Llosa, Pla del Mont de Santa Helena, abans Planer del Mont Helena, Pla dels Aspics, Plana Borrella, Plana d'en Barral, nom antic, Planal de l'Església), roques (Roca Corba, Roca Gelera, abans la Roca Aguda, Roca Molinera, dues anomenades el Roc Blanc, Roc de Bell-lloc, Roc de la Cova, Roc de la Serp, Roc de les Saleres, Roc del Fornell, nom antic, Roc del Pomer, Roc del Serrat d'en Jacques, Roc d'en Closca, Roc d'en Simó, Rocs Blancs, la Roqueta, els Roquets), serres i serrats (dues d'anomenades la Serra, Serra de Morenes, abans Serra Morena, Serra d'Oriola, Serrallonga, els dos darrers noms antics, Serrat de la Nantilla, Serrat de l'Apellador, nom antic, Serrat de la Puja, Serrat de la Rodona, nom antic, Serrat de la Vinya Vella, Serrat del Brosser, Serrat del Camí Ral, Serrat de les Celles, Serrat del Rabequet, Serrat del Roire Cremat, Serrat del Ginebre, Serrat dels Camps, Serrat dels Cremats, Serrat dels Llops, Serrat d'en Batista, Serrat d'en Jaques, o d'en Jac, Serrat de Plana Valleta, Serrat de Rajats, Serrat Nalt).

### Els cursos d'aigua
El fet que el terme de Queixàs sigui d'una banda força extens i de l'altre molt trencat fa que sigui molt abundant el nombre de torrents -còrrecs- existents. D'una banda, els que tenen un caràcter principal perquè vertebren les valls del terme; tot i que no arriben a ser rius amb aportació constant d'aigua: el Bulès, el Boletó, la Corregada, el Gimenell, la Ribera de Calmella, la Ribera de Fontcoberta, anomenada còrrec el primer tram, la Ribera de les Illes, o de Sant Julià (anomenada així a Corbera), també anomenada Còrrec del Mas d'en Marçal, la Ribera de Santa Coloma i la Ribera de Sant Amanç.
La resta duen el nom de Còrrec: de Bruguera o Burguera, de Bugarac, de Can Banot, abans de Roques Estretes, de Can Norat, abans del Mas d'en Dessens, de Can Roca, abans d'en Botifarra, o del Pou d'en Botifarra, de Cebes, de la Bestreta, de la Calcina, de la Colomina, de la Crua, de la Devesa, de la Font (tres de diferents amb aquest nom), de la Font de l'Amolaire, de la Font del Valleta, de la Font d'en o del Bosc, abans de la Llana, de la Font d'en Ferriol, abans de la Font d'en Garrista, de la Font Freda, de la Font Trobada, de la Garriga (dos de diferents), de la Gorga o de les Gorgues, un segon còrrec també denominat de la Gorga, de la Gairetera, de la Jaça, de la Jaceta, de la Joberta, de l'Ametller, de l'Amolaire, de la Mort de la Borruda, de la Pedrosa, de l'Apellador, de la Pioche, de l'Apoticari, de la Puja, de la Ramera, de la Roureda, de la Salitosa, de la Selva, de la Solana de la Ventura, de la Taula, de la Terma Blanca, de la Teuleria, de la Vinya Vella, del Bac, del Bac de Francí, del Bac d'en Barata, del Bac d'en Roca, del Ballarol, del Bosc Negre, del Camp d'en Jaume, del Camp Rodon de l'Amolaire, del Clot d'Avall, del Cortal, del Cortal de Salvadorat, de les Brugueres, de les Campanyes, de les Cases, abans dels Pinyers, de l'Església (dos de diferents), de les Jacetes, abans de la Font de la Teulera, de les Piques, de les Queroles, de les Qüestions, de les Tallades, de les Voltes, del Fangàs, del Fornàs, abans del Romegós, del Gall, abans del Solà, del Grèvol, de l'Hort del Ferrer, del Mallol d'en Barral, del Mas de la Figuera, del Mas de la Garriga, del Mas d'en Cames, del Mas d'en Català, del Mas d'en Lavall, del Mas d'en Manent, de l'Oliveda, del Palatí, del Paraire (part alta del Còrrec de l'Utzí), del Pradal, del Pregadéu, del Punxut, del Roc Blanc, del Roc de la Serp, del Roc d'en Closca, del Romegós, abans d'en Bernadó, dels Aigualots, dels Albis, del Salt del Gaspar, dels Amargols, dels Campaners, dels Camps, dels Caners, dels Casals, dels Castellets, dels Cortalets, del Serrat de la Vinya, del Serrat Nalt, dels Forns, dels Homes Morts, del Solà, del Solà de la Figuerassa, del Solà de l'Embròs, del Solà de la Mosquera, del Solà de la Ruda, del Solà de les Vinyes, abans de la Solana de les Vinyes, del Solà de l'Utzí, del Solà d'en Paraire, dels Oms, dels Profiters, dels Rocs Blancs, dels Salzers, del Tell, de l'Utzí, del Veïnat d'en Joan Pere, del Vinyot, abans dels Mallols, de Mallola, d'en Correu, d'en Gabriel, d'en Garrissols, d'en Grandó, d'en Simó, d'en Sordi, d'en Teixidor, d'en Valls, de Pedres Blanques, de Plana Borrella, de Roca Corba, de Roca Gelera, de Santa Coloma, de Sulls i de Vallelles. Alguns són ja noms antics, perduts de l'ús quotidià, com el Còrrec dels Nantells, el de n'Argelic i el de Santa Maria.
Diverses fonts importants es troben a Queixàs: la Font del Mas de l'Imbert i la del -o d'en- Bosc. Perduts, i, per tant, noms en desús són els de la Font de la Figuerassa, la del Canabal, la del Noguer, la dels Aladerns, la del Vailet i la d'en Martí.

### El terme comunal
Els principals indrets i partides de Queixàs són els Aigualots, abans els Aiguals, els Aiguals de la Borruda, abans la Mort de la Borruda, l'Alzina dels Homes Morts, abans Collada dels Homes Morts, l'Assalador, la Bestreta, el Bruquetar, Bugarac, Cabanills, la Calcineta, les Campanyes, els Canavals, les Candeles, Can Faig, abans Pas de Llupià, Can Norat, Can Pere Galdric, Can Roca, abans Casa d'en Botifarra, Can Roca Gelera, els Casals, el Casot de la Pujada, els Castellets, la Collada, Coll de l'Orri, Coll de Sulls, o Sull, Còrrec de la Taula, abans Serrat de la Taula, el Còrrec dels Oms, el Còrrec d'en Simó, el Correguill, el Cortal del Punxut, el Cortal d'en Grandó, els Cortalets, la Creu de la Felipa, o de Ferro, la Creu dels Evangelis, la Crua, abans la Clua, la Devesa (dues de diferents), les Eres, el Fangàs, la Femada, les Femades, la Ferriola, abans Pas de Llupià, les Fontanes, la Font del Bosc, la Font Fresca, la Font Trobada, Formentera de l'Amolaire, el Fornàs, abans la Terma, la Gairetera, el Garrollet, la Jaça (dues de diferents), la Jaceta, les Jacetes, la Llosera, el Mallol, Mallol de l'Ametller, Mallol d'en Barral, la Marcarilla, el Mas de la Figuera, en Mas de la Garriga, el Mas de l'Amolaire, el Mas d'en Cames, el Mas d'en Lavall, el Mas d'en Manent, el Mas d'en Ribes, el Mas d'en Sorrís, el Molí, la Mosquera, Parrera d'en Serra, la Pedra Escrita, les Pedreres, Pedres Blanques, la Pedrosa, la Picada, les Picades de l'Anca del Llop, les Picades del Serrat, la Pioche, les Portes, o les Portes de Queixàs, el Pregadéu, els Profiters, les Pruixeses, la Quera del Vi, les Queroles, els Quintans, Rajats, abans Reixac, el Romegós, la Rodona, Roure Cremat, abans Còrrec d'en Bernadó, la Roureda, les Saleres, el Salvadorat, Santa Coloma, Sant Amanç, el Senyor, el Socarrat, les Tallades, els Tallats, o el Tallat, el Terra Roig, la Teuleria, les Torcarilles, abans les Tosoelles, Vallelles, la Valleta i les Voltes. Noms antics són la Bassa de la Calç, la Bruguera, el Còrrec de la Mongetera, el Còrrec de la Vinyassa, o del Solà de la Vinyassa, el Cortal d'en Colomer, l'Espinassera, la Feixa de les Teixoneres, la Feixa d'Oriola, la Femada (diferent de l'anterior), la Font del Bac, el Forcall de les Arques, el Granar de l'Utzí, l'Illa de la Bruguera, l'Illa de la Ramera, l'Illa de Nai, l'Illa del Pallerol, l'Illa dels Olius, l'Illa d'en Picareu, l'Illa de Vallelles, la Jaça de la Figuera, la Jaça de l'Oliu, la Jaceta de Plana Borrella, el Molleral, la Pedra del Puig, la Porcigola, el Tallat del Bordill, Terra Negra, Vilarzell i les Voltes del Molí.
Alguns dels noms del terme són els de les zones planes on hi ha oberts camps de conreu: el Campàs, el Camp de la Calcina, el de la Font, el de la Tira, el de l'Aucell, el del Colibot, el de les Lloses, el del Forn, el de l'Hort, abans el Campillo, el del Poll, el del Pomer, el dels Aurons, el d'en Jaume, el d'en Lluís, el d'en Modat, el Camp Gran, el Camp Rodon de l'Amolaire, el Camp Rodon, els Camps de la Casa, els Camps de l'Era -dos amb el mateix nom-, els de l'Església, abans del Capellà, els del Roure i els dels Aspres. l'Hort del Ferrer, els Hortells, l'Hort Pradal, Vinya d'Avall, Vinya d'en Figueres, Vinya d'en Valls, abans la Bruguera, Vinya d'en Ventura, abans del Clot, la Vinyassa, Vinya Vella, Vinyer del Serrat, Vinyer de la Serra, Vinyer de Can Roca, abans Vinyes de Can Botifarra, Vinyes de la Parrera d'en Serra, Vinyes de la Serra, Vinyes del Solà i el Vinyot. Alguns són noms ja en desús, com el Camp de la Figuera, el del Colomer, el de les Clapisses, el de l'Om, el del Pi, el del Rocatar i el dels Candelers, l'Hort de Baix, l'Hort de la Coma, l'Hort de Sant Julià, l'Oliu del Taster, o el Campot, els Olius de la Costa, la Vinyassa del Roc Blanc, Vinyes de la Collada Grossa i el Vinyot (diferent de l'anterior).
Els límits del terme comunal estan assenyalats amb fites, pilons i termes, com tres anomenats simplement Piló, el Piló de la Creu Trencada, el Roc del Serrat d'en Jacques,

## Transport
Travessen el terme de Queixàs dues úniques carreteres, la D - 2 i la D - 48, a part d'una breu variant de la D - 2, la D - 2b, que permet arribar a Fontcoberta.
La D - 2 (Argelers de la Marenda - D-619, a Trevillac) travessa el terme de sud-est a nord-oest, aproximadament pel centre, però fent molts revolts. Per aquesta carretera, Queixàs es comunica directament amb Montoriol (11,7 km), Forques (12,8), Vilamulaca (16,9), Sant Joan la Cella (20 km), Brullà (24,1), Sant Genís de Fontanes (27,3), la Roca d'Albera (30,4), Sureda (34) i Argelers (36,9), cap a l'est, i Sant Miquel de Llotes (4,5), Illa (6,4), Montalbà del Castell (15,4) i Trevillac (18) (els dos darrers ja a la Fenolleda, comarca occitana), cap a l'oest. La D - 2b (D - 2, a Queixàs - Queixàs) és una curta carretera de 350 metres que mena al centre del poble de Queixàs des de la carretera D - 2.
D - 48 (D - 2, a Queixàs - D - 615, a Tuïr), que entra en el terme de Queixàs pel nord-est i arriba a Fontcoberta, on s'uneix a la D - 2. Mena a Tuïr en 12,9 quilòmetres i a Castellnou dels Aspres en 7.
No hi ha cap línia del servei departamental de Le bus à 1 € que passi per Queixàs. Des de Queixàs fins a les localitats que sí que tenen mitjà públic de transport cal comptar amb el TAD, el Transport a la demanda. Funciona únicament els diumenges i dies festius, i s'ha de sol·licitar per telèfon el dia abans.
Queixàs roman unit als pobles veïns principalment per camins, alguns amb caràcter de camins de muntanya. S'hi troben dos Camins de Bula d'Amunt, el Camí de Bula d'Amunt a Illa, el de Casafabre, el de Casafabre a Corbera, el de Casafabre a Oms, abans de Bulaternera a Oms, el del Mas del Bon,, des de Sant Miquel de Llotes, el de Sant Marçal (Rosselló) a Perpinyà, el de Serrabona, el de Tuïr, el de Tuïr de la Valleta, el d'Illa, o Camí Ral, el d'Illa a Oms, el d'Oms, el d'Oms o de Calmella, el Camí Vell de Fontcoberta des de Tuïr, el Camí Vell de Perpinyà, Camí de Prunet, la Ruta, abans camí, de Castellnou, la Ruta de Tuïr i la Ruta d'Illa. Esment a part mereix la Carrerada, antic camí ramader.
D'altra banda, hi ha els camins interns del terme: Camí de Ca l'Aucell, Camí de Candell, Camí de Can Galdric, Camí de Fontcoberta des del Veïnat de la Plaça, Camí de Fontcoberta des de Santa Coloma, Camí de la Garriga, Camí de l'Església, Camí del Bac d'en Ventura, abans de la Collada Grossa, Camí del Coll de Romegós, o del Mas de la Figuera, Camí de les Candeles, Camí del Mas Cammàs, Camí del Mas de la Ferriola, Camí del Mas de la Roca, Camí del Mas d'en Llardeu, Camí del Mas Marçal, Camí del Mas Norat, Camí del Solà d'en Pla, abans de les Vinyes d'en Pla, Camí del Veïnat de l'Escola, Camí del Veïnat d'en Joan Pere, Camí de Sant Marc.
La presència de mines en el terme de Queixàs i entorns feu que es tracés en l'antiguitat un camí carener que enllaçava aquestes mines amb Elna i Ruscino. La que afecta la comuna de Queixàs entrava des de Calmella en el terme pel Coll de Prunet de Dalt, a ran de Nostra Senyora del Coll, a l'extrem sud del poble, des d'on baixava carenant cap a llevant per anar a buscar l'església de Sant Amanç de la Ribera i adreçar-se a Montoriol.

## Activitats econòmiques
Bona part del terme de Queixàs és erm, cobert de brolla i de clapers d'alzinars. A la part més baixa hi havia boscs de suredes, actualment molt degradats. El 1976 hi hagué un gran incendi forestal que arrasà 1.400 hectàrees de bosc. No arriba al centenar les hectàrees productives per a l'agricultura. Gairebé la meitat, dedicades a la vinya (dos terços per a vins comuns i un terç per a denominació d'origen controlada). Hi ha una mica de conreu de cereals, una mica menys d'arbres fruiters (albercoquers, presseguers i cirerers), i tot just una mostra de prats i farratges. Hi ha també un cert nombre d'animals de ramaderia (ovins i cabrum). En el terme de Queixàs s'hi practica la caça.
Hi ha actualment forta presència de residents d'origen forà, especialment belgues retirats, que han comprat la meitat del terme comunal i han recuperat algunes de les cases i masos abandonats com a primera residència.

## Història

### Prehistòria
Al terme de Queixàs hi havia diversos dòlmens, com l'Arca de la Font Roja, actualment desaparegut. Era a la zona centre-nord del terme, proper als dos Dòlmens de la Ranera i també bastant proper al Dolmen de Ca l'Aucell de Dalt. Més al nord, a prop del límit del terme, es conserven tres dòlmens més: el del Puig del Fornàs, el del Serrat d'en Jac i la Llosa, o Dolmen de la Creu.

### Història Antiga
En el terme de Queixàs hi ha diversos llocs on s'han conservat gravats de línies damunt de roques d'esquist; n'hi ha a la Collada de les Planes, al nord-est de Fontcoberta, al límit amb Castellnou dels Aspres i Cameles, hi ha un conjunt de gravats entre els quals apareixen tres lletres ibèriques que, segurament, conformen el nom d'algú; A. S. Ka (transcrites de l'alfabet ibèric).
També se n'han trobat al Coll de la Font Roja, a prop i al sud-oest de l'anterior, on un aflorament d'esquist a ran mateix de camí, a la roca coneguda com a Petra scripta (pedra escrita), de Fontcoberta, situada a prop del límit de Queixàs amb Prunet i Bellpuig; aquesta pedra està documentada des del 942, on se la fa servir per a definir límits de territoris. Aquesta pedra -en realitat una paret- presenta uns dibuixos primitius, amb un ésser humà i un gos, una escena de cacera de cérvols. A prop, a primeries del segle xxi es va trobar una segona pedra similar, al lloc ara conegut com a Coll de la Pedra Scripta, al camí del Coll de l'Orri. Les dues pedres presenten escenes de gran interès. Una gran llança present en aquestes incisions és idèntica que les incises en altres afloraments d'esquist propers, entre el Puig del Bosc i el Puig i el Pla de Candell, al nord-oest dels llocs anteriorment esmentats. Al Còrrec de les Tallades, com sembla indicar el mateix topònim, se n'han trobat més d'aspecte semblant. Al terme veí de Tellet han estat trobats gravats similars.
A la carena del Mas de la Ramera, hi ha les restes de diversos dòlmens. En un d'ells es van trobar quatre sepultures antropomorfes en un aflorament rocós.

### Història Medieval
Queixàs (Chexanos) és documentat des del 942. El 988-990 era inclòs en el vescomtat de Vallespir, inicialment feudatari dels comtes de Besalú i des del 1111 del de Barcelona. Continuà en mans d'aquests vescomtes, ja anomenats de Castellnou, fins que el vescomtat fou anul·lat i continuà com una simple baronia. Queixàs continuà en aquesta baronia, fins que el 1373 Berenguer de Castellnou la vengué al vescomte d'Illa i de Canet, Pere de Fenollet.

### Història Moderna
Ja dins de l'edat moderna, la baronia de Castellnou, amb Queixàs inclòs, passà a mans dels de Llupià, ja amb el títol de marquesos, els quals la mantingueren fins a la fi de l'Antic Règim. És en aquesta època que Queixàs comença a aparèixer en els fogatjaments: fins aleshores quedava integrat en els de Castellnou.

## Demografia

### Demografia antiga
La població està expressada en nombre de focs (f) o d'habitants (h)
| 35 f | 316 h | 69 f |

Font: Pélissier 1986
Nota: No existeixen dades separades de Queixàs abans del 1730. El 1720 fou comptat amb Prunet, i els anys anteriors, dins del vescomtat o de la baronia de Castellnou.

### Demografia contemporània
| Evolució de la població |      |      |      |      |      |      |      |      |
| 1793                    | 1800 | 1806 | 1821 | 1831 | 1836 | 1841 | 1846 | 1851 |
| 310                     | 314  | 314  | 377  | 421  | 472  | 434  | 440  | 405  |

| 1856 | 1861 | 1866 | 1872 | 1876 | 1881 | 1886 | 1891 | 1896 |
| ---- | ---- | ---- | ---- | ---- | ---- | ---- | ---- | ---- |
| 409  | 378  | 385  | 344  | 347  | 315  | 305  | 335  | 319  |

| 1901 | 1906 | 1911 | 1921 | 1926 | 1931 | 1936 | 1946 | 1954 |
| ---- | ---- | ---- | ---- | ---- | ---- | ---- | ---- | ---- |
| 320  | 292  | 276  | 233  | 186  | 155  | 130  | 107  | 91   |

| 1962 | 1968 | 1975 | 1982 | 1990 | 1999 | 2004 | 2008 | 2009 |
| ---- | ---- | ---- | ---- | ---- | ---- | ---- | ---- | ---- |
| 72   | 67   | 58   | 61   | 84   | 95   | 101  | 120  | 129  |

| 2013 |
| ---- |
| 137  |

Fonts: Ldh/EHESS/Cassini fins al 1999, després INSEE a partir deL 2004

### Evolució de la població

Població 1962-2008

## Administració i política

### Batlles[15]
| Període                       | Nom             | Opció política | Comentaris |
| ----------------------------- | --------------- | -------------- | ---------- |
| Juny del 1995 - Març del 2001 | Francis Ausseil | PCF            |            |
| Març del 2001 - Moment actual | Alain Doutres   | DVG            |            |

### Legislatura 2014 - 2020

#### Batlle
- Alain Doutres.

#### Adjunts al batlle[16]
- 1r: Francis Ausseil
- 2n: Jean-Pierre Roux
- 3r: Françoise Debray.

#### Consellers municipals
- Jean-Pierre Hubert
- Isabelle Talabère
- Sophie de Oliveira Martins
- Jacqueline Justafrè
- Jean-Michel Parayre
- Monique Sourroque
- Jean-Pierre Thibaut.

### Adscripció cantonal

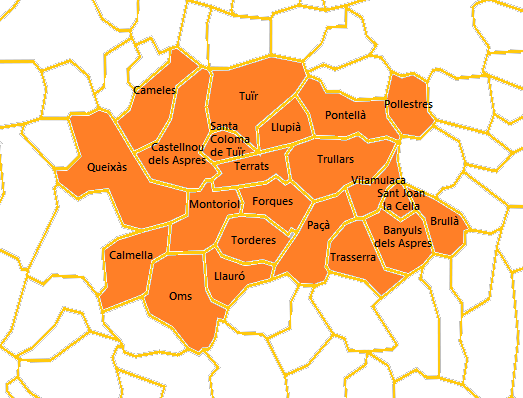
Mapa del Cantó 1 dels Aspres

A les eleccions cantonals del 2015 Queixàs ha estat inclòs en el cantó número 1, denominat Els Aspres, amb capitalitat a la vila de Tuïr i amb els pobles de Banyuls dels Aspres, Brullà, Calmella, Cameles, Castellnou dels Aspres, Forques, Llauró, Llupià, Montoriol, Oms, Paçà, Pollestres, Pontellà i Nyils, Queixàs, Santa Coloma de Tuïr, Sant Joan la Cella, Terrats, Torderes, Trasserra, Trullars i Vilamulaca. Hi han estat escollits com a consellers departamentals Édith Pugnet, del Partit Comunista - Front d'esquerra, Vicepresident del Consell departamental, adjunta al batlle de Cabestany, i René Olivé, del Partit Socialista, Vicepresident del Consell departamental, batlle de Tuïr.

## Ensenyament i Cultura
Queixàs no disposa d'escola pròpia. Pel que fa als infants en edat d'escola maternal i primària, poden assistir a les escoles de Llauró, Torderes, Reiners, Ceret, els Banys d'Arles o Arles. Per a la secundària, poden assistir als col·legis de Ceret, Arles, Tuïr, el Soler, Toluges o Illa. Finalment, per al batxillerat, als Liceus de Ceret, Vilallonga dels Monts o Perpinyà.